# Pozsár Krisztina
Pozsár Krisztina (Nagykőrös, 1977. január 17. –) magyar színésznő, a Bűnök és szerelmek című filmsorozat egyik szereplője.

## Családja
Férjezett, két gyermeke van. Kisfia 6 és fél éves, kislánya másfél éves